# فرزندان ما
فرزندان ما (فرانسوی: À perdre la raison‎) فیلمی در ژانر درام است که در سال ۲۰۱۲ منتشر شد. از بازیگران آن می‌توان به نیلز آرستراپ، طاهر رحیم و امیلی دوکن اشاره کرد.

## خلاصه فیلم
مانند میلیون‌ها زوج دیگر، «مونیر» و «موریل» عاشق همدیگر هستند و فرزند دارند اما بر خلاف دیگران آن‌ها استقلال خود را با زندگی کردن کنار پدر «مونیر» دکتر «آندره پیگت» از دست داده‌اند و…